# Narnia (mondo)
(Digory Kirke, Il leone, la strega e l'armadio)
Il Mondo di Narnia o Mondo Narniano è un mondo immaginario nel quale si svolgono le Cronache di Narnia di C.S. Lewis. Esso esiste al di fuori del nostro mondo, ma è accessibile ovunque dalla Terra in qualsiasi momento inaspettato, ad eccezione dell'accesso garantito dal Bosco tra i Mondi. Il paese principale al suo interno è il Regno di Narnia, ma contiene anche altre nazioni e terre, tra cui Archenland, Calormen, il Conglomerato delle Nazioni, Ettinsmoor, Telmar ed altre. 
Nei cieli del mondo narniano ci sono esseri senzienti magici chiamati Stelle, le quali illuminano il cielo notturno della cupola (il mondo narniano contiene anche un Sole di giorno e una Luna di notte). Sotto la superficie del mondo ci sono anche terre abitabili, come il Sottosuolo delle Terre Poco Profonde e il Bism alla base del mondo. Il bacino idrico principale è il Grande Mare Orientale che comprende la Baia di Calormen, l'Ultimo Mare, il Mare d'Argento e l'Estremo Oriente.
Dall'altro lato del continente, c'è il Mare Occidentale, il quale contiene le inesplorate Isole Occidentali, che forse si trovano sulla costa di Telmar e che presumibilmente ha un Occidente assoluto ai suoi margini. Al di là dei confini del mondo, in tutte le direzioni, compresa l'altitudine, c'è il "Paese di Aslan" che circonda l'intero mondo di Narnia, e in effetti anche sopra il suo cielo.

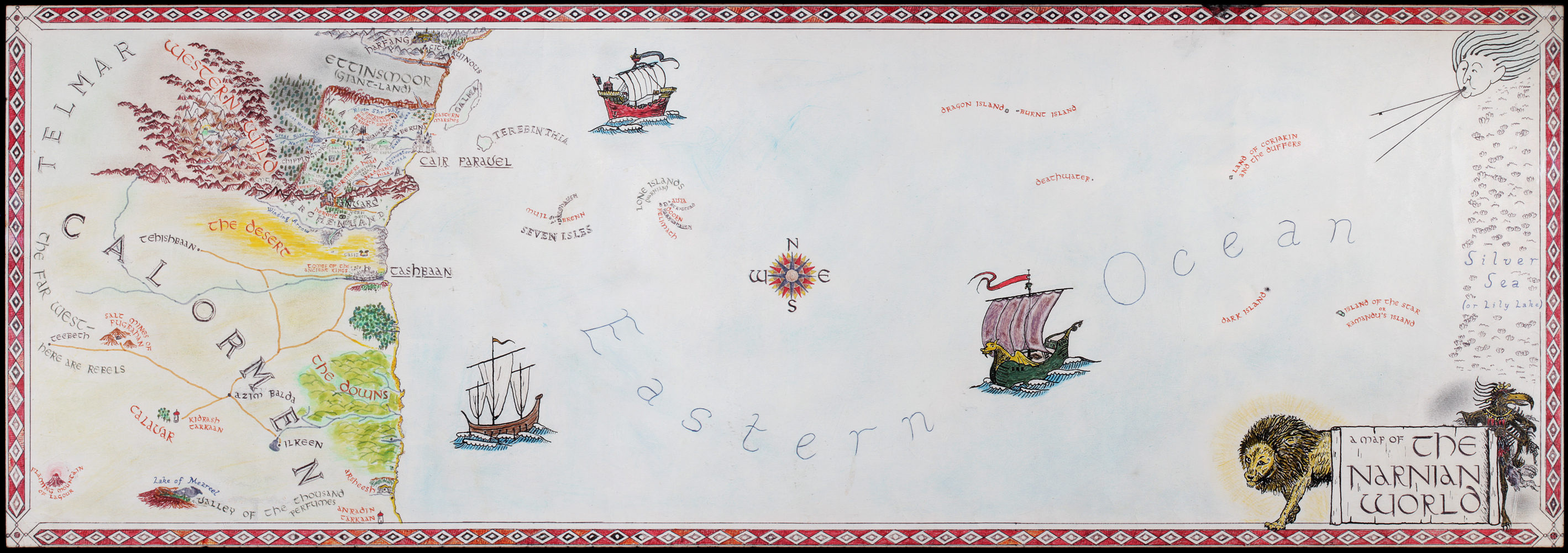
Mappa completa del mondo di Narnia

## Ispirazione

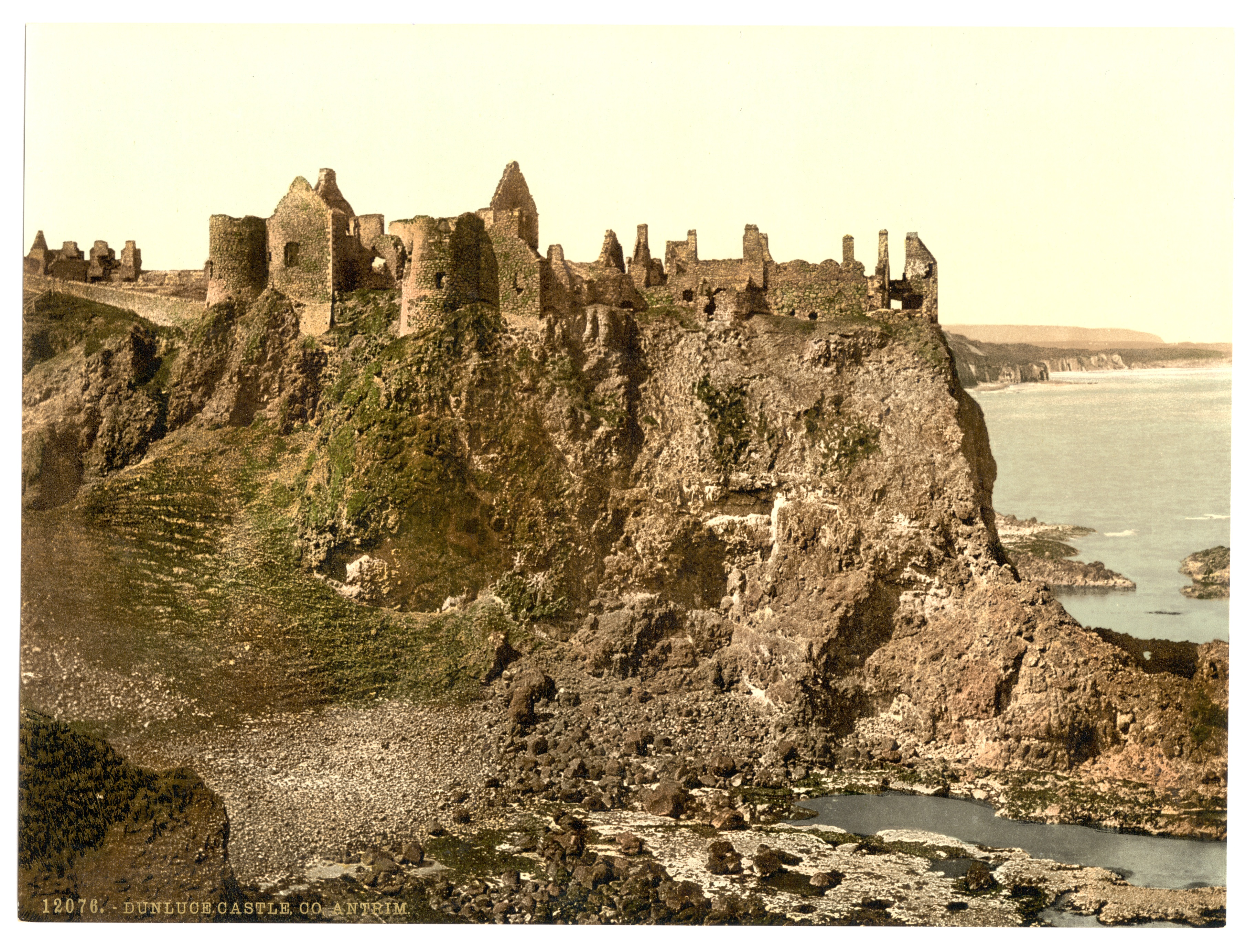
Il castello di Dunluce, ispirazione per la capitale del Regno di Narnia Cair Paravel (1890).

Il paesaggio della nativa Irlanda di Lewis, in particolare della sua nativa Ulster, ha giocato un ruolo importante nella creazione del paesaggio di Narnia. Nel suo saggio On Stories, Lewis scrisse: "Ho visto paesaggi, in particolare nelle Mourne Mountains e verso sud, che sotto una luce particolare mi hanno fatto sentire che in qualsiasi momento un gigante potesse alzare la testa sopra il prossimo ridge". In una lettera a suo fratello, Lewis avrebbe poi confidato "quella parte di Rostrevor che si affaccia su Carlingford Lough è la mia idea di Narnia" . Anche se da adulto Lewis visse in Inghilterra, tornò spesso in Ulster e conservò bei ricordi del paesaggio irlandese, dicendo "Desidero vedere County Down nella neve; ci si aspetta quasi di vedere un'impetuosa marcia di Gnomi. Quanto desidero entrare in un mondo in cui queste cose fossero vere."
A partire dal 1906, il giovane C.S. Lewis (1898–1963) visitò molte volte la costa dell'Irlanda settentrionale vicino a Portrush, nel nord della Contea di Antrim. Negli anni successivi, Lewis ricordò i suoni del mare, le scogliere che si innalzavano sopra di esso e le torri medievali in rovina del castello di Dunluce che molti autori hanno ipotizzato potrebbe aver ispirato la creazione di Cair Paravel.

### Il nome di Narnia
Per quanto riguarda Narnia e Narni, Roger Lancelyn Green scrive di C.S. Lewis e Walter Hooper:
(Mr [William T. Kirkpatrick al Great Bookham [1914–1917] . Sulla tavola 8 dell'Atlante c'è una mappa dell'Italia antica. Lewis aveva sottolineato il nome di una cittadina chiamata Narnia, semplicemente perché gli piaceva il suono. Narnia o 'Narni' in italiano, si trova in Umbria, a metà strada tra Roma e Assisi.

## Creazione
Il mondo mistico di Narnia è rappresentato come un mondo piatto, a differenza della Terra, che è sferica. Il cielo è descritto come una grande cupola che circonda il mondo, con l'altro lato del mondo che si estende fino ai bordi del cielo. Questo mondo è noto come il Paese di Aslan, in onore del Grande Leone, il guardiano e creatore di Narnia.
La creazione di Narnia è stata testimoniata da sei individui: 
- Jadis, l'ex imperatrice di Charn
- Andrew Ketterley, un mago
- Polly Plummer, una ragazza di Londra
- Digory Kirke, un ragazzo di Londra  e amico di Polly
- Frank, un tassista
- Fragolino, il cavallo da carrozza di Frank.

Questo gruppo è stato portato nel mondo disfatto di Narnia per caso, durante un tentativo fallito di Digory di trasferire Jadis dal nostro mondo al suo mondo di Charn.
Aslan ha iniziato la creazione di Narnia subito dopo il loro arrivo, usando il suo canto per richiamare le stelle, il sole e infine tutte le forme terrestri, le piante e gli animali, provenienti da tutto intorno a loro, così come da sotto di loro. Una volta completata la creazione, Aslan ha designato alcuni animali come Animali Parlanti, stabilendo Narnia come la loro nuova casa.
Successivamente, Aslan ha eletto i suoi primi sovrani, il tassista e sua moglie (che aveva richiamato a Narnia insieme al marito), come re Frank I e regina Elena, ordinando loro di governare pacificamente sulle Bestie Parlanti in quello che sarebbe diventato poi il Regno di Narnia. Tuttavia, consapevole della presenza della strega malvagia Jadis nel suo nuovo mondo, Aslan ha inviato Digory in una missione per recuperare una mela magica da un giardino situato nelle terre selvagge occidentali. La mela è stata piantata vicino al Grande Fiume per poi trasformarsi in un albero, destinato a proteggere Narnia da Jadis per secoli.
Aslan ha permesso a Digory di portare una delle mele dell'albero nel nostro mondo per curare sua madre malata. Dopo aver consumato la mela, la madre di Digory è guarita e il nocciolo è stato piantato nel suo giardino, dove ha cresciuto un grande melo. Anni dopo, l'albero è stato abbattuto da una tempesta e il Professor Kirke ha fatto trasformare il legno in un armadio.

## Distruzione

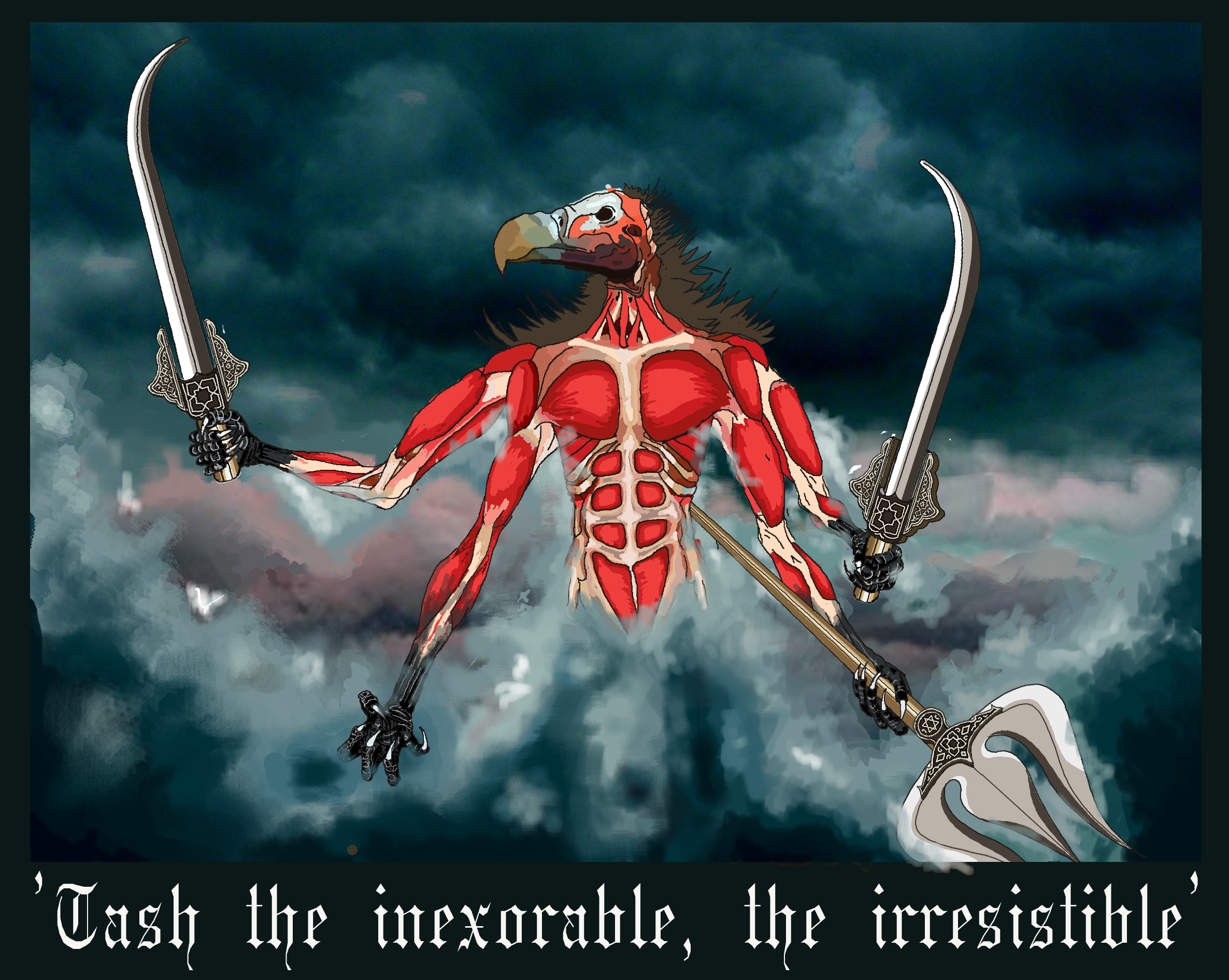
Tash

Dopo 2.555 anni dalla sua creazione, il mondo di Narnia è stato tragicamente distrutto a causa degli eventi innescati dalla scimmia Cambio, che ha ingannato gli abitanti di Narnia facendo loro credere che un asino di nome Enigma fosse il vero Aslan. Cambio ha così stretto un'alleanza con Calormen e, involontariamente, ha evocato il dio malvagio Tash.
Al termine della Battaglia del colle della stalla Tash si manifestò catturando il principe calormeniano Rishda e portandolo con sé. Mentre osservavano impotenti, tutti gli abitanti di Narnia furono chiamati nella stalla, che si rivelò essere la porta di accesso per il Paese di Aslan. Le stelle caddero dal cielo, la vegetazione fu distrutta e il mondo intero venne sommerso. Il gigante, Padre Tempo, distrusse anche il Sole, e Narnia si congelò completamente prima di finire.
Tuttavia, ben presto Tirian e i suoi compagni scoprirono che la Narnia che avevano conosciuto non era che una copia, e che quella vera, insieme a tutti gli altri mondi, era parte del vasto Paese di Aslan. Questo rivelò una prospettiva più ampia e un significato più profondo dietro agli eventi che avevano portato alla fine di Narnia, suggerendo che ci fosse un destino più grande e più complesso che si svolgeva oltre il loro mondo conosciuto.

## Luoghi delle Cronache di Narnia

### Nord
- Ettinsmoor: vasta terra di carattere montuoso abitata da secoli da giganti. La capitale e città più importante è Harfang. Jadis abitò qui per 900 anni governando con tirannia il paese.
- Piana della lanterna: pianura la cui parte meridionale appartiene alla corona di Narnia, mentre quella settentrionale non è soggetta a nessun governo, risultando estremamente selvaggia e pericolosa.
- Mondodisotto: complesso di domini sotterranei abitabili[7]

### Centro
- Regno di Narnia: dove si svolge la gran parte delle vicende. Si estende dalle Terre Selvagge Occidentali al Grande Mare Orientale. È ricoperto di boschi, vaste pianure e numerosi fiumi e la sua capitale è Cair Paravel.
- Archenland: regno montuoso abitato prevalentemente da esseri umani ed alleato secolare di Narnia.

### Sud
- Grande Deserto: una vasta distesa di sabbia desertica che funge da confine tra Archenland e Calormen.
- Calormen: vasto impero governato da un Tisroc e fedele a Tash.

### Ovest
- Terre Selvagge Occidentali: Terre conosciute ma non civilizzate di natura prevalentemente montuosa. Esse sono ricoperte di boschi e sono attraversate solo da pochi passaggi artificiali.
- Telmar: un tempo colonia di Calormen, Telmar viene fondata da un gruppo di pirati giunti a Narnia dai Mari del Sud tramite un portale.
- Grande Mare Occidentale: una vasta distesa d'acqua inesplorata contenente diverse isole.

### Grande Mare Orientale
- Baia di Calormen: una baia che comprende le coste di Calormen, Archenland e Narnia.
- Galma: un'isola autonoma al largo delle coste di Narnia e governata da un duca.
- Terebinthia: situata vicino a Galma, l'isola è governata da un re
- Sette Isole: arcipelago appartenente al Regno di Narnia composto da due isole maggiori e cinque minori. La loro capitale è Redhaven.
- Isole Solitarie arcipelago governato dalla Corona di Narnia ed importante luogo di scambio commerciale.
- Isola del Drago: isola esplorata per la prima volta da Caspian X, essa conteneva un ricco tesoro maledetto che ha trasformato Eustachio in un drago.
- Isola bruciata: un'isola anticamente abitata, come testimoniato da numerose rovine presenti, e probabilmente attaccata da un drago
- Isola di Coriakin: Isola abitata da un mago e stella di nome Coriakin e dai monopedi, esseri con una sola gamba. Sull'isola è presente una magione ed enormi giardini.
- Isola Oscura: un'isola maledetta su cui gli incubi prendono vita
- Isola di Ramandu: isola abitata dall'omonima stella e da sua figlia e su cui è presente la Tavola di Aslan.
- Mare d'Argento: l'ultima distesa d'acqua del mondo. Sulle sue acque galleggiano dei gigli.[6]

### Sottosuolo
- Mondo di sotto : un vasto regno sotterraneo popolato da creature fantastiche e gnomi
- Bism: il cuore del mondo di Narnia

## Cosmologia
Il mondo piatto di Narnia è collegato alla Terra e a molti altri mondi attraverso un nesso chiamato il Bosco tra i Mondi. Il viaggio è possibile attraverso un pozzo ciascuno per ogni mondo. Il Bosco è così chiamato da Polly Plummer, che viene trasportata lì quando lo Zio Andrew di Digory Kirke la convince con l'inganno a raccogliere un magico anello giallo. Ha un'influenza pigra su coloro che lo percorrono, che viene spiegata da CS Lewis come il Bosco essendo un luogo dove non accade mai nulla, a differenza dei diversi mondi che collega. Per i bambini protagonisti questa esperienza è piacevole e rilassante. Tuttavia, ciò influisce negativamente sulla Strega Bianca Jadis: urla disperata che il legno la sta "uccidendo", ed è malaticcia e pallida. Potrebbe essere descritto come una sorta di nesso, esistente al di fuori degli altri mondi e non essendo un mondo a sé stante. Il bosco deriva il suo nome da Il bosco oltre il mondo , un romanzo fantasy di William Morris, un autore che Lewis ammirava molto. Tuttavia, la funzione del luogo deriva da un altro romanzo di Morris, Il pozzo ai confini del mondo. Alcuni studiosi hanno suggerito la "Divina Commedia" di Dante o "L'educazione dello zio Paolo" di Algnernon Blackwood, entrambi apprezzati da Lewis, poiché possibili influenze secondarie.